# Departamento de Transporte de Idaho
El Departamento de Transporte de Idaho (en inglés: Idaho Department of Transportation, ITD) es la agencia estatal gubernamental encargada en la construcción y mantenimiento de toda la infraestructura ferroviaria, carreteras estatales; así como sus federales, locales e interestatales, y transporte aéreo del estado de Idaho. La sede de la agencia se encuentra ubicada en Boise, Idaho y su actual director es Brian Ness. El departamento cuenta con 6 distritos.